# Tenchu: Stealth Assassins
Tenchu: Stealth Assassins (天誅, Tenchu) est un jeu vidéo d'infiltration, développé par Acquire, sorti sur PlayStation en 1998.

## Trame

### Synopsis
L'histoire se déroule dans le Japon des Temps modernes (vers le XVIe siècle) à une époque où des guerres incessantes opposaient des seigneurs avides de pouvoir. Le seigneur Matsunoshin Godha est quant à lui un homme de paix, qui ne souhaite que le bonheur de son peuple. Pour le seconder, deux ninjas ont prêté serment de le servir jusqu'à la mort, Ayame et Rikimaru.

### Personnages
- Rikimaru : Un des chefs de la secte ninja Azuma Shinobi-ryu dont il est rompu aux techniques ninjas depuis sa naissance, ses nombreux talents lui ont valu l'admiration de ses semblables. À tel point que Shiunsai, le maître du clan ninja, lui a offert le légendaire ninjatō Izayoi en récompense de son dévouement désintéressé. Âgé de 25 ans, il sert Godha depuis l'âge de 16 ans.
- Ayame : Cette orpheline de 21 ans est au service du seigneur Godha depuis ses 14 ans. Moins renfermée que Rikimaru, elle s'est liée d'amitié avec la princesse Kiku, la fille de Godha.
- Matsunoshin Godha : Seigneur territorial bienveillant, il prend la tête du clan Godha très jeune. Souverain sage et juste, il ne souhaite aucunement étendre son pouvoir et se consacre entièrement à son peuple et à sa fille, qu'il élève seul depuis le décès de sa femme.
- Naotada Sekiya : Il est le patriarche de la famille Sekiya dont les membres sont conseillers de la famille Godha depuis des générations. Naotada a servi le père de Matsunoshin et fut également son professeur.
- Princesse Kiku : Fille unique du seigneur Godha, Kiku est chérie par son père. Ayant perdu sa mère très jeune, elle se montre encore très puérile et dépendante des autres alors qu'elle approche de la puberté. Kiku considère Ayame comme sa grande sœur.
- Onikage : Principal ennemi des ninjas de Godha et serviteur du maléfique seigneur Mei-Oh

## Système de jeu
Le joueur incarne ainsi au choix Rikimaru ou Ayame, ceux-ci devront se faufiler en territoire ennemi afin de remplir différentes missions à la solde du seigneur Godha. Après avoir choisi l'équipement approprié, le joueur doit alors accomplir ses objectifs (éliminer une cible, traverser la carte...) en se faisant repérer le moins possible. Les deux ninjas diffère en différents points : Rikimaru utilise le ninjatō tandis qu'Ayame se bat avec une paire de kodachi, Rikimaru est plus lent mais plus robuste qu'Ayame.
La discrétion est un élément central du gameplay, en effet, par exemple, en attaquant l'adversaire par surprise le ninja leur inflige un coup fatal ou « Stealth kill » (le coup varie selon la position du personnage par rapport à l'ennemi) alors que s'il est repéré il doit engager un duel avec l'adversaire (assez costaud) qui ne manque pas d'appeler des renforts. De plus, un système de classement s'effectue à la fin de chaque mission et prend en compte le nombre de coups fatals (bonus) et le nombre de fois où le joueur a été découvert (malus). Avec un nombre de points suffisant, le joueur obtient le statut de « Grand maître » pour la mission. Avec suffisamment de statuts « Grand maître », des objets ninjas cachés se débloquent.
Quelques écarts à l'infiltration se font parfois avec l'affrontement occasionnel de boss.

## Bande son
La bande son de Tenchu: Stealth Assassins est écrite par le compositeur Noriyuki Asakura, elle mêle sonorités japonaises traditionnelles, instruments modernes (guitare électrique, sons électro). Des voix viennent souvent s'y ajouter, soit dans le registre de la psalmodie, soit dans un registre plus martial, donnant à l'ensemble une coloration empreinte de mysticisme, versant parfois dans le fantastique.